# Beswica
Beswica (mac. Бесвица) – wieś w południowej Macedonii Północnej, terytorialnie i administracyjnie należąca do gminy Demir Kapija. Według stanu na 2002 rok jej liczebność wynosiła 18 mieszkańców.

położenie wsi na mapie gminy

Według danych ze spisu powszechnego przeprowadzonego w 2002 roku, wieś Beswica zamieszkiwało 18 osób deklarujących następującą narodowość: 
- Macedończycy – 18 (100%)